# 克羅皮夫尼茨基機場
克羅皮夫尼茨基機場（烏克蘭語：Аеропорт «Кропивницький»）是位於烏克蘭克羅皮夫尼茨基市的主要機場。該機場目前没有任何定期航班，最後一程是於2016年8月前往敖德薩的航班，並由Air Urga運營。除了民航外，這機場也為烏克蘭國家飛行學院的學生提供服務。
2010年10月22日，總統亞努科維奇出席了新航站樓的開慕禮。該樓面積為500平方米，容量為每小時約50人，而建築成本則為50萬美元。機場的舊航站樓面積900平方米。新舊的航站樓都是由Air Urga運營。
現時能於這機場降落的飛機種類如下：
安托諾夫製造的：2、24、26、28、30、32、72、74與140
其他：L-410、薩博340與雅克-42
目前在機場的兩條跑道中，只有一條仍能運作（長1,300米），而在建設中的新跑道12/30（長2,100米）現也被暫停。